# Perito Moreno (Santa Cruz)
Perito Moreno je město ležící na severu provincie Santa Cruz v argentinské části Patagonie. Leží na křižovatce cest RN-40 a RP-43 a je centrem departementu Lago Buenos Aires. Pro své mírné podnebí je často cílem seniorů, kteří si město vybírají jako místo odpočinku. Při sčítání lidu v roce 2010 mělo město 4617 obyvatel. Město bylo formálně založeno v roce 1927, ale první obydlí zde byla vybudována již začátkem dvacátého století cestovateli, kteří směřovali do oblasti na výpravy. Původní název města z roku 1927 byl Nacimiento. V roce 1944 se název změnil na Lago Buenos Aires. Současný název se používá od roku 1952 na počest argentinského objevitele, cestovatele a vědce Francisca Morena.